# Arena das Dunas
L'Arena das Dunas és un estadi de futbol de Natal, capital de l'estat de Rio Grande do Norte, Brasil.
Les obres van començar el gener de 2011 amb un temps d'execució d'uns tres anys, doncs havia d'acollir partits de la Copa del Món de Futbol de 2014. L'estadi va ser dissenyat per l'empresa Populous, i va ser construït a través d'una col·laboració público privada. S'aixeca en la mateixa ubicació que ocupava l'antic Estadi Machadão, que va ser demolit per donar pas a aquest complex.
En el disseny original, el nou estadi té capacitat per a 45.000 persones. Al voltant d'aquest estadi s'hi ha construït un centre comercial i edificis comercials, hotels d'estàndards internacionals, teatre infantil, un bosc, un llac artificial, a més de la reconstrucció dels centres administratius del govern i de les oficines municipals.

## Copa del Món de Futbol de 2014
L'estadi acollirà 4 partits de la primera fase de la competició:
| Data               | Fase         | Equip  | Resultat | Equip        | Espectadors |
| ------------------ | ------------ | ------ | -------- | ------------ | ----------- |
| 13 de juny de 2014 | Primera fase | Mèxic  | 1 - 0    | Camerun      | 39.216      |
| 16 de juny de 2014 | Primera fase | Ghana  | 1 - 2    | Estats Units | 39.760      |
| 19 de juny de 2014 | Primera fase | Japó   | vs.      | Grècia       |             |
| 24 de juny de 2014 | Primera fase | Itàlia | vs.      | Uruguai      |             |